# 쇠향고래
쇠향고래 또는 꼬마향유고래(Kogia breviceps)는 향고래와 근연종인 꼬마향고래과 고래의 일종이다. 바다에서는 잘 목격되지 않기 때문에, 해안에 떠내려온 개체의 조사를 통해 연구가 이루어지고 있다.

## 같이 보기
- 고래류의 종 목록
- 해양생물학
- 고래기름